# Закон умов існування Кюв'є
Закон, сформульований Кюв'є одночасно з принципом кореляції. Говорить не стільки про пристосованість організмів до зовнішніх умов існування, скільки про взаємну функціональну пристосовуваність окремих органів один до одного в цілісному організмі. Згідно з цим законом кожна тварина має лише те, що їй потрібно для забезпечення існування. Трактування Кюв'є основних положень цього закону має яскраво виражений ідеалістичний, телеологічний характер. Будь-яка організоване істота утворює ціле, єдину замкнуту систему, елементи якої відповідають один одному і сприяють шляхом взаємного впливу досягненню однієї кінцевої мети. Тут виходить на сцену аристотелівське вчення про кінцеві причини або, точніше, цілі. Кюв'є — противник еволюціонізму, і з його точки зору організми споконвічно існують в доцільній формі.